# Балды-Кня
Балды-Кня — деревня в Кукморском районе Татарстана. Входит в состав Нырьинского сельского поселения.

## География
Находится в северо-западной части Татарстана на расстоянии приблизительно 19 км на запад по прямой от районного центра города Кукмор.

## История
Основана во второй половине XVII века.

## Население
Постоянных жителей было: в 1859—176, в 1897—194, в 1908—206, в 1920—228, в 1926—244, в 1938—289, в 1958—280, в 1970—295, в 1979—226, в 1989—187, 180 в 2002 году (удмурты 98 %), 148 в 2010.